# Асламазян, Сергей Захарович
Серге́й Заха́рович Асламазя́н (1897—1978) — советский армянский виолончелист. Народный артист Армянской ССР (1945).

## Биография
Родился 15 (27 января) 1897 года в Моздоке (ныне Северная Осетия).
В 1927 году окончил МГК имени П. И. Чайковского, в 1929 году — аспирантуру (ученик А. Э. Глена и С. М. Козолупова).
Со дня основания (1925) до 1968 года — участник Государственного квартета имени Комитаса. С 1937 года преподаватель МГК имени П. И. Чайковского по классу квартета и виолончели. Профессор (1947). Автор переложений и обработок пассакалий Г. Ф. Генделя, чакон И. С. Баха, вариаций на тему Н. Паганини, произведений Комитаса для струнного квартета, струнного оркестра и ансамбля виолончелистов.
Умер в Москве 27 сентября 1978 года. Похоронен в Москве на Армянском кладбище.

## Награды и премии
- заслуженный деятель искусств Армянской ССР (1938)
- народный артист Армянской ССР (1945)
- Сталинская премия второй степени (1946) — за концертно-исполнительскую деятельность в составе квартета Комитаса
- Государственная премия Армянской ССР (1965)
- орден «Знак Почёта» (04.11.1939) — «за выдающиеся заслуги в деле развития армянского театрального и музыкального искусства»
- медали